# (23382) Эпистроф
(23382) Эпистроф (лат. Ἐπίστροφος) — типичный троянский астероид Юпитера, движущийся в точке Лагранжа L4, в 60° впереди планеты. Астероид был открыт 30 сентября 1973 года голландскими астрономами К. Й. ван Хаутеном, И. ван Хаутен-Груневельд и Томом Герельсом в Паломарской обсерватории и назван в честь Эпистрофа, жениха Елены Троянской и одного из участников Троянской войны.

Орбита астероида Эпистроф и его положение в Солнечной системе